# Trịnh Việt Hùng
Trịnh Việt Hùng (sinh ngày 01 tháng 10 năm 1977) là chính trị gia nước Cộng hòa xã hội chủ nghĩa Việt Nam. Ông hiện là Ủy viên dự khuyết Ban Chấp hành Trung ương Đảng Cộng sản Việt Nam khóa XIII, Bí thư Tỉnh ủy Thái Nguyên . Ông nguyên là Phó Bí thư Tỉnh uỷ, Chủ tịch Ủy ban nhân dân tỉnh Thái Nguyên, Phó Chủ tịch Thường trực Ủy ban nhân dân tỉnh Thái Nguyên; Tỉnh ủy viên, Bí thư Huyện ủy huyện Đồng Hỷ; Chánh Văn phòng Ủy ban nhân dân tỉnh Thái Nguyên.
Trịnh Việt Hùng là Đảng viên Đảng Cộng sản Việt Nam, học vị Cử nhân Quản lý đất đai, Cử nhân Kinh tế nông nghiệp, Thạc sĩ Kinh tế nông nghiệp, Tiến sĩ Quản trị kinh doanh, Cao cấp lý luận chính trị. Trong sự nghiệp của mình, ông có hơn 25 năm học tập và công tác đều tại tỉnh Thái Nguyên.

## Xuất thân và giáo dục
Trịnh Việt Hùng sinh ngày 01 tháng 10 năm 1977 tại xã Hồng Thái, huyện Ninh Giang, tỉnh Hải Dương, Việt Nam Dân chủ Cộng hòa. Ông lớn lên và theo học phổ thông tại quê nhà. Năm 1995, ông tới thành phố Thái Nguyên, theo học Trường Đại học Nông lâm, Đại học Thái Nguyên, nhận bằng Cử nhân Nông nghiệp chuyên ngành Quản lý đất đai và Kinh tế nông nghiệp vào năm 1999. Sau đó, ông học cao học tại trường, nhận bằng Thạc sĩ Kinh tế nông nghiệp. Từ năm 2012, ông là nghiên cứu sinh tại Khoa Sau đại học, Đại học Thái Nguyên, bảo vệ thành công Luận án tiến sĩ đề tài: Mô hình dự báo thu hút vốn đầu tư trực tiếp nước ngoài tại Tỉnh Thái Nguyên, trở thành Tiến sĩ Quản trị kinh doanh vào năm 2015.
Ngày 24 tháng 9 năm 2004, ông được kết nạp Đảng Cộng sản Việt Nam, trở thành đảng viên chính thức vào ngày 24 tháng 9 năm 2005. Trong quá trình hoạt động Đảng và Nhà nước, ông theo học các khóa tại Học viện Chính trị Quốc gia Hồ Chí Minh, nhận bằng Cao cấp lý luận chính trị. Từ ngày 20 tháng 7 đến 15 tháng 9 năm 2020, ông theo học lớp bồi dưỡng kiến thức mới dành cho cán bộ quy hoạch cấp chiến lược khóa XIII của Đảng dưới khóa giảng dạy của Ban Tổ chức Trung ương và Học viện Hồ Chí Minh. Hiện ông cư trú tại Tổ dân phố 15, Phường Phan Đình Phùng, thành phố Thái Nguyên, tỉnh Thái Nguyên.

## Sự nghiệp

### Thời kỳ đầu
Năm 1999, sau khi tốt nghiệp Đại học Thái Nguyên, Trịnh Việt Hùng bắt đầu sự nghiệp của mình, ông được tuyển dụng vào vị trí Chuyên viên Sở Tài nguyên và Môi trường tỉnh Thái Nguyên. Sau đó, ông được chuyển sang làm Chuyên viên Văn phòng Ủy ban nhân dân tỉnh Thái Nguyên. Năm 2012, ông được bổ nhiệm làm Phó Chánh Văn phòng Ủy ban nhân dân tỉnh Thái Nguyên rồi thăng chức thành Chánh Văn phòng Ủy ban nhân dân tỉnh Thái Nguyên vào tháng 6 năm 2014. Trong giai đoạn này, ông được Ban Chấp hành Đảng bộ tỉnh Thái Nguyên bầu bổ sung làm Tỉnh ủy viên, được Ban Thường vụ Tỉnh ủy Thái Nguyên điều động về huyện Đồng Hỷ, nhậm chức Bí thư Huyện ủy Đồng Hỷ, tỉnh Thái Nguyên. Tháng 10 năm 2015, tại Đại hội Đảng bộ tỉnh Thái Nguyên lần thứ XIX, nhiệm kỳ 2015 – 2020, ông được bầu làm Tỉnh ủy viên. Sau đó, Hội đồng nhân dân tỉnh Thái Nguyên khóa XII bầu ông làm Phó Chủ tịch Ủy ban nhân dân tỉnh Thái Nguyên vào tháng 12 năm 2015, tiếp tục trúng cử đại biểu Hội đồng nhân dân khóa XIII, nhiệm kỳ 2016 – 2021. Tháng 11 năm 2019, kỳ hợp bất thường Tỉnh ủy Thái Nguyên đã bầu ông làm Ủy viên Ban Thường vụ Tỉnh ủy, giới thiệu và bầu làm Phó Chủ tịch Thường trực Ủy ban nhân dân tỉnh Thái Nguyên. Đến ngày 21 tháng 8 năm 2020, ông được bầu làm Phó Bí thư Tỉnh ủy Thái Nguyên.

### Chủ tịch UBND tỉnh Thái Nguyên
Ngày 11 tháng 10 năm 2020, tại kỳ Đại hội Đảng bộ tỉnh Thái Nguyên lần thứ XX, khóa 2020 – 2015, Trịnh Việt Hùng được bầu làm Tỉnh ủy viên, Ủy viên Ban Thường vụ Tỉnh ủy. Trong kỳ họp đầu tiên của Tỉnh ủy khóa XX, ông tiếp tục được bầu làm Phó Bí thư Tỉnh ủy Thái Nguyên. Chiều ngày 10 tháng 12 năm 2020, tại kỳ họp Hội đồng nhân dân tỉnh khóa XIII, thực hiện nội dung kiện toàn cơ quan lãnh đạo, miễn nhiệm và bầu cử các chức danh thuộc thẩm quyền của Hội đồng nhân dân tỉnh. Các đại biểu nhất trí miễn nhiệm Vũ Hồng Bắc, bầu Trịnh Việt Hùng làm Chủ tịch Ủy ban nhân dân tỉnh Thái Nguyên. Sau đó, ngày 21 tháng 12 năm 2020, Thủ tướng Chính phủ Nguyễn Xuân Phúc đã phê chuẩn vị trí này của ông.

### Trung uơng Đảng
Ngày 30 tháng 1 năm 2021, tại Đại hội Đại biểu toàn quốc Đảng Cộng sản Việt Nam khóa XIII, Trịnh Việt Hùng được bầu làm Ủy viên dự khuyết Ban Chấp hành Trung ương Đảng Cộng sản Việt Nam khoá XIII.

### Bí thư Tỉnh ủy Thái Nguyên
Sáng ngày 11 tháng 7 năm 2024, Tỉnh ủy Thái Nguyên tổ chức các Hội nghị Ban Thường vụ Tỉnh uỷ, Ban Chấp hành Đảng bộ tỉnh để thực hiện quy trình bầu Bí thư Tỉnh uỷ Thái Nguyên nhiệm kỳ 2020 - 2025. Dự hội nghị có đại diện Ban Tổ chức Trung ương, Ủy ban Kiểm tra Trung ương. Tại hội nghị Ban Chấp hành Đảng bộ tỉnh đã tiến hành thực hiện bầu Bí thư Tỉnh ủy Thái Nguyên, nhiệm kỳ 2020 - 2025. Kết quả ông Trịnh Việt Hùng, Uỷ viên dự khuyết Ban Chấp hành Trung ương Đảng, Phó Bí thư Tỉnh uỷ, Chủ tịch UBND tỉnh được Ban Chấp hành Đảng bộ tỉnh tín nhiệm bầu giữ chức vụ Bí thư Tỉnh ủy Thái Nguyên nhiệm kỳ 2020 - 2025.